# Barmherzige Brüder von Mecheln
Die Barmherzigen Brüder von Mecheln, auch die Brüder unserer lieben Jungfrau der Barmherzigkeit oder Broeders van Scheppers  (lat.: Institutum Fratrum Beatae Mariae Virginis a Misericordia, engl.: Brothers of Our Lady of Mercy, Kurzform und Ordenskürzel: Fratres De Misericordia, FDM), sind eine Gesellschaft apostolischen Lebens  in der römisch-katholischen Kirche. 

## Entstehungsgeschichte
Während seiner jährlichen Wallfahrt zum Marienwallfahrtsort Scherpenheuvel beschloss der Kanoniker Victor Scheppers eine „Barmherzige Brüderschaft“ zu gründen, deren Hauptaufgabe die Betreuung von Gefängnisinsassen sein sollte. Der Justizminister Belgiens befürwortete diese Tätigkeit und versprach finanzielle Unterstützung. Mit geliehenem Geld kaufte Scheppers ein Haus und baute es zu einem Kloster um, im März 1838 traten die ersten beiden Brüder – zwei Handwerker – der neuen Ordensgemeinschaft bei. Kardinal Engelbertus Sterckx übertrug am 25. Januar 1839 die Leitung an Bruder Victor Scheppers, er genehmigte die Ordensregel und den Habit. Die Dauer des Noviziats wurde auf zwei Jahre festgelegt, danach erfolgt das Ablegen der zeitlichen Profess. Die Mitglieder der Bruderschaft tragen einen schwarzen Habit mit Skapulier und einem braunen Brustkreuz.

## Gefängnisseelsorge
Die Brüder übernahmen ihre Arbeit im Gefängnis, wobei sie nicht nur zur Krankenpflege eingesetzt wurden. Sie verstanden ihre Tätigkeit als apostolische Mission und behandelten die Gefangenen mit Respekt und Barmherzigkeit, dabei nutzten sie jede Gelegenheit zum Gebet, zur Buße und zur Stärkung des Glaubens. Sie übernahmen bei den Gefangenen die handwerkliche Ausbildung und die Lehre in Rechtsfragen. Ihre Ziele waren auf Prävention und Aufklärung ausgerichtet, um zur Verringerung der Kriminalität beizutragen.
Es folgte eine stetige Vergrößerung der Ordensgemeinschaft. 1841 arbeiteten in Vilvoorde drei Brüder, 1843 nahmen fünf Brüder ihre Arbeit im Militärgefängnis in Aalst auf, fünf weitere Brüder wurden im Gefängnis von Gent eingesetzt. Im Jahre 1844 wurde mit zehn Brüdern eine Niederlassung in Namur aufgebaut. Einen großen Befürworter und Förderer fanden sie in Édouard Ducpétiaux einem belgischen Journalisten und Reformer des belgischen Gefängniswesens.

## Politische Einflüsse
Anfang 1850 verstärkte sich im französischsprachigen Teil Belgiens Kritik an der Arbeit der Brüderschaft. Dies hatte zur Folge, dass der Orden im Süden durch die Provinzregierungen verboten wurde und seine Arbeitsstätten in Aalst (1859), Vilvoorde (1862) und Gent (1869) aufgeben musste. Im sogenannten „belgischen Schulstreit“ (vergleiche Enzyklika „Licet multa“) und dem Aufkommen der radikal-liberalen Regierung Frére-Orban-Van Humbeck (Walthère Frère-Orban und Pierre Van Humbeeck) wurde die Bildungsarbeit eingestellt und die Bruderschaft beurlaubt.

## Weitere Betätigungsfelder
1849 war es dank zahlreicher Spenden möglich, das Altenheim „Olivet“ in Mecheln zu übernehmen. Diese bereits seit dem 15. Jahrhundert bestehende Stiftung ging auf Olivet Godshuis zurück und war eine Zufluchtsstätte für hilfsbedürftige alte Menschen. Um die Pflegequalität zu erhalten, bzw. zu verbessern, wurde eine Ausbildungsstätte für Pflegedienste eingerichtet. Aus dem Süden des Landes kehrten die Brüder in das Mutterhaus zurück, neben der Arbeit im Altenheim übernahmen sie nun apostolische Aufgaben in der Armenbetreuung. 
Im Jahre 1851 wurde in Mecheln das St. Vincent-Internat und 1861 wurde in Alsemberg das St. Victor-Institut errichtet.
Durch die Vermittlung und Anregung des belgischen Priesters Xavier de Merode (1820–1847), dem jüngsten Sohn des Grafen Félix de Mérode (der geheimer Kammerherr des Papstes Pius IX. war) wurden 1854 einige Brüder nach Rom gesandt. Sie sollten die Haftbedingungen in Rom reformieren, neue Mitglieder für die Brüderschaft gewinnen und beim Papst Unterstützung erbitten. Der erste Superior in Rom, Bruder Paul, wurde am 8. Februar 1854 berufen. Kardinal Pecci, der spätere Papst Leo XIII. übertrug ihnen den Aufbau eines Waisenhauses in Perugia. Mit der Einrichtung eines Noviziats und der Übernahme mehrerer seelsorgerischer Aufgaben erfuhr die Bruderschaft eine schnelle Expansion, so wirkte sie in Italien an der Reform des Gefängniswesens, sie errichtete Bildungs- und Waisenhäuser und betätigte sich in der Alten- und Krankenpflege. 
1855 wurden einige Brüder durch Henry Edward Kardinal Manning nach London eingeladen, hier übernahmen sie die Sorge für Häftlinge in katholischen Besserungsanstalten und begannen mit der Schulausbildung für verarmte Kinder.

## Missionsarbeit
Nach dem Ersten Weltkrieg übernahmen die „Scheppersbrüder“ zunächst den Wiederaufbau von Schulen in Mecheln und Alsemberg. Hier befand sich auch das Noviziat. Die in der Zwischenzeit auf 385 Brüder aufgewachsene Kongregation übernahm zu dieser Zeit auch Missionsarbeiten in den Niederlanden, Spanien, Uruguay, Kanada und Argentinien. Nach dem Zweiten Weltkrieg wurde unter dem Superior Leonard Roeken die Missionsarbeit fortgesetzt und auf Ruanda und Burundi erweitert, gleichzeitig wurde für die Brüder der Zugang zum Priesteramt ermöglicht.

## Schwesternkongregation
Um 1840 hatte sich in Mecheln eine gemeinnützige Gemeinschaft von katholischen Frauen gebildet, die sich der Bildungsarbeit zugewandt hatten und nach der Regel des Dritten Ordens des heiligen Franziskus von Assisi leben wollten. Im Jahre 1844 traten die ersten Frauen in die Ordensgemeinschaft ein. 1851 gründete Bruder Victor Scheppers eine klösterliche Gemeinschaft unter dem Namen „Schwestern der Barmherzigkeit von unserer lieben Frau“, deren Lebensgrundsätze 1854 durch Kardinal Stercks anerkannt wurden. Siebzehn Schwestern erhielten den Habit, und zur ersten Oberin des Mutterhauses mit Noviziat wurde Schwester Marie (mit bürgerlichem Namen Catharina Perée) ernannt.
Die Schwestern errichteten 1860 die Lorette-Schule, eine Grundschule für Mädchen mit angeschlossenem Kindergarten und später einem Heim für ältere Frauen. Es folgten Bildungs- und Pflegeeinrichtungen in Mecheln (insgesamt acht Institutionen), Gemeinde Hanswijk, in der Nähe Brüssels, in Walem, Diegem, Boortmeerbeek, Wambeek und Schaerbeek.
Die Schwesternschaft erhielt keine Päpstliche Approbation und musste am Ende des 20. Jahrhunderts ihre Arbeit einstellen. 

## Organisation
Es bestehen folgende Niederlassungen:
- Belgien: Alsemberg, Antwerpen, Mecheln, Anderlecht, Herentals und Wetteren
- Italien: Rom mit dem Generalhaus, Busnago, Fabriano und San Vincenzo
- Argentinien: Buenos Aires und Santiago del Estero
- Burundi: Bujumbura und Mutwenzi
- Kanada: Lac Sergent und Huberdeau
- Uruguay: Montevideo

Die Bruderschaft verfügt über folgende Schulen, Bildungsstätten, Wohn- und Pflegeeinrichtungen:
- Belgien: in Alsenburg ein Gymnasium, eine Sonderschule und drei Grundschulen, in Antwerpen eine Grundschule, in Herentals ein Waisenhaus, in Mecheln ein Internat und in Wettern ein Waisenhaus
- Italien: in Rom die Hochschule Pius IX. mit Kindergarten, in Busnago ein Kindergarten, in Fabriano ein Seniorenerholungsheim und in Jesi ein Altenpflegeheim
- Argentinien: in Buenos Aires zwei Hochschulen mit angegliederten Kindergärten und einer Sekundarschule, in Santiago del Estero eine Hochschule und eine Grundschule
- Burundi: in Bujumbura eine Grundschule und eine Primarstufe, in Mutwenzi ein Medizinisches Institut mit einem angeschlossenen Kinderheim für geistig und körperlich behinderte Kinder.

Seit 2005 ist Pater Roberto Piccolo der Generalsuperior des Ordens.